# Diktatur
Die Diktatur (von lateinisch dictatura) ist eine Herrschaftsform, die sich durch eine einzelne regierende Person, den Diktator, oder eine regierende Gruppe von Personen (z. B. Partei, Militärjunta, Familie) mit weitreichender bis unbeschränkter politischer Macht auszeichnet.
In ihrer klassischen Bedeutung wird die Diktatur als legitimes Verfassungsinstitut zum Schutz der bestehenden verfassungsmäßigen Ordnung verstanden. Heute wird der Begriff verbreitet pejorativ zur Beschreibung einer Gewaltherrschaft verwendet. Er umfasst dementsprechend viele unterschiedliche Phänomene von den zeitlich befristeten Notstandsregierungen der Römischen und der Weimarer Republik über Cäsarismus und Bonapartismus sowie Karl Marx’ Idee einer Diktatur des Proletariats bis zu den Entwicklungsdiktaturen aus der Zeit der Dekolonisation sowie den „totalitären“ Regimen des Faschismus, des Nationalsozialismus und des Stalinismus. Die Abgrenzung zu anderen Formen monopolisierter Herrschaft wie dem autoritären Regime und dem Einparteisystem ist schwierig und erfolgt in der politikwissenschaftlichen Literatur uneinheitlich. In den Politikwissenschaften ist heute statt des schlecht definierten Wortes Diktatur eher der Begriff Autokratie verbreitet. Die Begriffe werden in der Fachliteratur teilweise synonym verwendet.

## Begriffsgeschichte

### Klassische Bedeutung
Der Begriff der Diktatur geht zurück auf den dictator, ein Verfassungselement der römischen Republik für den Ausnahmezustand: In Notzeiten wurde ihm vom Senat auf Vorschlag der Konsuln für maximal sechs Monate die unbeschränkte Gesamtleitung des Staates übertragen. Anders als die anderen Magistrate amtierte er ohne Kollegen, gegen seine Amtshandlungen bestand kein Recht auf Provokation oder Interzession durch die Volkstribunen. Da dieses Amt im Mittelalter und der Frühen Neuzeit keine Entsprechung hatte, kam es im staatsrechtlichen Diskurs nicht oder nur gelegentlich vor. Im Heiligen Römischen Reich wurde der Begriff seit 1663 für die amtliche Weitergabe der Anträge und Eingaben an den Reichstag verwendet. Hierfür war der „Reichsdiktator“ zuständig, ein Amt, das der Kanzleisekretär des Erzbischofs von Mainz wahrnahm.
Der italienische Philosoph Niccolò Machiavelli (1469–1527) führte den Diktatur-Begriff in den politischen Diskurs der Neuzeit ein. In seinen Discorsi sopra la prima deca di Tito Livio beschrieb er die Diktatur als wichtiges Mittel zur Verteidigung der Freiheit, das der Republik Vorteil, nicht Schaden gebracht habe. Lucius Cornelius Sulla und Gaius Iulius Caesar, die dieses Amt ohne zeitliche Beschränkung innehatten, seien Diktatoren nur dem Namen nach, in Wahrheit aber Tyrannen gewesen. Ein verfassungserhaltendes Notstandsregime zählte Machiavelli dagegen zu den Kennzeichen vollkommener Republiken:

„Meine Meinung ist, daß Republiken, die in äußerster Gefahr nicht zur diktatorischen oder einer ähnlichen Gewalt Zuflucht nehmen, bei schweren Erschütterungen zugrundegehen werden.“

Der französische Staatstheoretiker Jean Bodin (1529–1596) ging bei seiner Entwicklung des Begriffs der Souveränität von der antiken Diktatur aus, als deren zentrales Kennzeichen er die zeitliche Befristung annahm. Diese entfernte er und gab dafür eine religiöse Verantwortung hinzu, weshalb der Historiker Ernst Nolte formuliert, „dass für Bodin der absolute Monarch der von Gott beauftragte Diktator ist“. Auch Gottfried Wilhelm Leibniz (1646–1716) verwendete den Begriff dictator perpetuus („Diktator auf Lebenszeit“) synonym zu absoluter Monarch. Dieses Verständnis der Diktatur als antike Notstandsregierung mit zeitlicher Befristung zum legitimen Zweck der Bewahrung von Freiheit und staatlicher Ordnung lässt sich auch bei dem britischen Aufklärungsphilosophen David Hume (1711–1776) nachweisen. In seiner Idea of a perfect commonwealth aus dem Jahr 1754 sah er für Notzeiten die Möglichkeit vor, dass führende Verfassungsorgane seines Idealstaats für sechs Monate diktatorische Macht ausüben. Auch in den großen Nachschlagewerken des 18. und 19. Jahrhunderts wird der Begriff so verstanden, von Johann Heinrich Zedlers Universal-Lexicon 1734 über die von Denis Diderot und Jean Baptiste le Rond d’Alembert herausgegebene Encyclopédie 1779 bis zu Meyers Konversations-Lexikon 1875. Als politischer Begriff zur Kritik ungerechter Herrschaftsverhältnisse diente Diktatur zunächst nicht. In der Polemik der Aufklärungspublizisten gegen den Absolutismus wurden stattdessen Tyrannei und Despotie verwendet. Heute wird der frühneuzeitliche Absolutismus nicht unter die Diktaturen gerechnet, da der Fürst in mehrerlei Hinsicht gebunden war.
In Italien hielt sich im Begriff dittatore bis ins 19. Jahrhundert die ursprüngliche Bedeutung, nämlich ein zeitlich befristetes Amt mit unbegrenzten Vollmachten. Der Venezianer Attilo Bandiera, der 1840 den Geheimbund Esperia gegründet hatte, trug ihn 1842 dem Freiheitskämpfer Giuseppe Mazzini an, der aber die Vorstellung einer „revolutionären Diktatur“ zurückwies. Am 11. August 1848 erhielt Daniele Manin angesichts der Belagerung Venedigs durch österreichische Truppen vom demokratisch gewählten venezianischen Stadtparlament „unbegrenzte Vollmachten“ als Diktator. Giuseppe Garibaldi ernannte sich 1860 im Namen von König Viktor Emanuel II. zum Diktator von Sizilien. Die faschistische Diktatur Italiens im 20. Jahrhundert knüpfte auch in ihren Symbolen bewusst an das antike Rom an.

### Wandel in der Zeit der Französischen Revolution und danach
Während der Französischen Revolution vollzog sich ein Bedeutungswandel des Begriffs, der nun auch als Kampfbegriff zur Kennzeichnung illegitimer Herrschaft verwendet wurde. Das hing damit zusammen, dass in der Zeit der terreur eine Diktatur errichtet wurde – laut dem Historiker Horst Möller beginnt die modernde Diktatur-Geschichte mit der Herrschaft der Jakobiner 1793/1794. Jean-Paul Marat (1743–1793) verwendete das Wort dictature noch im alten, positiven Sinne, als er am 25. September 1792 vor dem Nationalkonvent in auffallender Unsicherheit in der Terminologie verlangte,« un dictateur, un tribun militaire, des triumvirs, comme le seul moyen d’écraser les traîtres et les conspirateurs » (deutsch: „einen Diktator [einzusetzen], einen Militärtribun, Triumvirn, als einziges Mittel, die Verräter und die Verschwörer auszurotten.“) Nachdem diese Forderung mit der Installation des Wohlfahrtsausschusses als Notstandsregierung verwirklicht worden war, wurde der Begriff zur Kritik an dessen führendem Mitglied Maximilien de Robespierre genutzt. Er wurde in der antijakobinistischen Presse als dictateur denunziert und mit Lucius Sergius Catilina, mit Sulla und mit Oliver Cromwell gleichgesetzt. In seiner letzten Rede vor dem Nationalkonvent am 8. Thermidor 1794 verteidigte er sich gegen die Vorwürfe, er strebe eine Diktatur an oder habe sie bereits inne. Dabei gab er dem Begriff eine entschieden negative Konnotation:

« ce mot de dictature a des effets magiques; il flétrit la liberté; il avilit le gouvernement; il détruit la République; il dégrade toutes les institutions révolutionnaires, qu'on présente comme l’ouvrage d’un seul homme; il rend odieuse la justice nationale, qu’il présente comme instituée pour l’ambition d’un seul homme; il dirige sur un point toutes les haines et tous les poignards du fanatisme et de l’aristocratie »

„Dieses Wort Diktatur hat magische Wirkungen: Es lässt die Freiheit welken, es zieht die Regierung in den Schmutz, es zerstört die Republik; es entwertet alle revolutionären Einrichtungen, die nun als das Werke eines einzigen Mannes dargestellt werden; es lässt die nationale Justiz verhasst erscheinen, es lenkt all den Hass und alle Dolche des Fanatismus und der Aristokratie auf einen Punkt.“

Ähnlich wurde das Wort beim Staatsstreich Napoleon Bonapartes 1799 verwendet, als ihm aus dem Rat der Fünfhundert, dem Parlament, das er von seinen Soldaten auseinanderjagen ließ, entgegengerufen wurde: „A bas le dictateur“, „A bas le tyran“. Tyrannei und Diktatur wurden nun als Synonyme verwendet und begleiteten als Schimpfwörter Napoleons gesamte Herrschaft.
Auch für den amerikanischen Staatstheoretiker und nachmaligen Präsident Thomas Jefferson (1743–1826) war Diktatur kein Mittel, eine Republik zu retten und die Freiheit zu bewahren, sondern um sie abzuschaffen. In seinen zu Anfang der 1780er Jahre verfassten Notes on the State of Virginia ging er scharf mit den virginischen Politikern ins Gericht, die ihm während des Unabhängigkeitskrieges 1776 und 1781 ernsthaft vorgeschlagen hatten, einen Diktator zu wählen. Bei Erfolg wäre nach Jefferson das Ergebnis gewesen, ihren Staat „statt einem konstitutionellen Monarchen einem despotischen auszuliefern“. Für ihn war es vielmehr ein Signum einer wahrhaft republikanischen Verfassung, dass gerade „keine Vorsorge getroffen“ wird für eine Situation, die Anlass böte, dass ebendiese Verfassung und die Gesetze des Staates „aufgehoben werden sollten“. Eine konstitutionelle Notstandsdiktatur sah Jefferson als „Verrat am Volk, […] Verrat an der Menschheit im allgemeinen“ an.
Der deutsche Philosoph Johann Gottlieb Fichte (1762–1814) entwickelte in seinen 1813 gehaltenen Vorlesungen zur Staatslehre die Idee einer legitimen Erziehungsdiktatur. Das Wort selbst vermied er und schrieb stattdessen von einem „Zwingherrn“, der vorübergehend unumschränkte Macht ausüben dürfe, mit der er die Deutschen zur „Einsicht in das Recht“ und damit zu wahrer Freiheit befähigen sollte, wodurch er überflüssig werde: Der Zwingherr sei also „zugleich Erzieher, um in der letzten Function sich als den ersten zu vernichten.“ Fichte hoffte, dass der preußische König Friedrich Wilhelm III. diese Aufgabe übernehmen würde. Im deutschen Vormärz verschwand der Begriff der Diktatur aus dem öffentlichen Diskurs. Einzige bemerkenswerte Ausnahme ist das Rotteck-Welckersche Staatslexikon, das 1834 im Lemma Dictator, Dictatur den klassischen Begriff der legitimen Notstandsdiktatur entfaltete und dafür zwei Beispiele aus Amerika nannte: Neben der Diktatur-Debatte in Virginia die Diktatur Simón Bolívars, der sich 1824 zum Diktator von Peru hatte erklären lassen. Der Verfasser kam zu dem Schluss, dass sich bei zunehmender Bildung und gewachsenem Selbstbewusstsein der Bürger in den zivilisierten Ländern die Neigung, sich „dem unbeschränkten Willen eines einzelnen […] blind unterwerfen“ zu wollen, schwinde, weshalb in Zukunft „solche Dictaturen weder dauernd noch von dauerndem Einflusse sein werden“.
Nach der Französischen Revolution von 1848 wurde intensiver über die Diktatur nachgedacht. 1850 veröffentlichte der liberale deutsche Publizist Lorenz von Stein (1815–1890) seine Geschichte der socialen Bewegung in Frankreich, in der er erstmals eine gesellschaftliche Theorie der Diktatur skizzierte. Für Stein war sie das notwendige Ergebnis aus der Eigendynamik von Klassenkampf und sozialer Revolution: So bei Cromwell und der Englischen, so bei Napoleon und der Französischen Revolution, und so in „jede[m] Land, wenn es bei jenem Zustand anlangt“. Die Diktatur sei „kein Institut, sondern eine Konsequenz. Sie ist keine Diktatur, wenn sie eingesetzt wird; sie muss sich selbst erzeugen“. Im Februar 1848 habe Louis Blanc vor der Möglichkeit zurückgezuckt, eine „soziale Diktatur der Arbeiter“ zu errichten, General Louis-Eugène Cavaignac habe nach der Niederschlagung des Juniaufstands eine „Diktatur der reinen Demokratie“ geführt, die Möglichkeit einer Diktatur Louis Napoléon Bonapartes (eines Neffen Napoleons I.) ließ Stein offen.
Als Louis Napoleon mit dem Staatsstreich vom 2. Dezember 1851 die Zweite Französische Republik gewaltsam beendete und die Macht an sich riss, erklärten Teile der deutschen Publizistik wie Georg Gottfried Gervinus (1805–1871) und Heinrich von Treitschke (1834–1896) die so entstandene Diktatur, die in Frankreichs Zweites Kaiserreich mündete, als typisch für den romanischen, „welschen“ Nationalcharakter. Der konservative Philosoph Constantin Frantz (1817–1891) befand 1852 in seiner Schrift Louis Napoleon:

„Während die Diktatur […] in anderen Republik exzeptionell auftrat wird sie hier prinzipiell, eben deshalb, weil die französische Republik ein ganz exzeptionelles Staatswesen bildet, wie noch nie dagewesen.“

Auch der Philosoph Karl Marx (1818–1883) deutete 1852 Bonapartes Putsch in seiner Streitschrift Der achtzehnte Brumaire des Louis Bonaparte als Grundlegung einer Diktatur, die er später plebiszitär absegnen ließ: Kennzeichnend für sie sei die zeitweise Verselbstständigung der Exekutive aufgrund der wechselseitigen Lähmung der Klassen Bourgeoisie und Proletariat. Diese Analyse wurde später als Bonapartismus auch auf andere Regime angewendet, etwa den Nationalsozialismus in Deutschland.
Positiv gewendet wurde der Diktaturbegriff im Discurso sobre la Dictadura, den der reaktionäre spanische Philosoph Juan Donoso Cortés (1809–1853) 1849 hielt. Darin erklärte er, angesichts um sich greifender revolutionärer Umtriebe habe man gar nicht mehr die Wahl, ob man eine Diktatur wünsche oder nicht: „Es handelt sich schließlich darum, zu wählen zwischen der Diktatur des Dolchs und der Diktatur des Säbels; ich wähle mir die Diktatur des Säbels, denn sie ist die vornehmere.“ Donoso Cortés redete einer Militärdiktatur das Wort, mit der die bestehende gesellschaftliche Ordnung gegen revolutionäre Veränderungen geschützt werden könne.

### Diktatur des Proletariats
Bedeutsamer für die Geschichte des Begriffs Diktatur als Marx’ Analyse des Bonapartismus waren Überlegungen, die er im Zusammenhang mit seiner Arbeit am Achtzehnten Brumaire anstellte. Erstmals in einem Brief an Joseph Weydemeyer skizzierte er am 5. März 1852 den Gedanken, „daß der Klassenkampf notwendig zur Diktatur des Proletariats führt; […] daß diese Diktatur selbst nur den Übergang zur Aufhebung aller Klassen und zu einer klassenlosen Gesellschaft bildet“. Diesen Gedanken arbeiteten Marx und nach dessen Tod Friedrich Engels (1820–1895) in mehreren Schriften weiter aus. Originell daran war zum einen, dass als Souverän der diktatorischen Herrschaft erstmals nicht eine einzelne Person, sondern ein Kollektiv verstanden wurde, das nach Marx’ Prognose sogar die Mehrheit der Bevölkerung bilden würde. Außerdem wurde der (wie im klassischen Begriffsverständnis nur als transitorisch verstandenen) Diktatur die Funktion zugeschrieben, nicht eine alte Ordnung zu bewahren oder wiederherzustellen, sondern eine neue zu schaffen, die Utopie der klassenlosen Gesellschaft, in der man die Zwangsanstalt Staat würde überwinden können. Der Gegenbegriff zur Diktatur des Proletariats war nicht Monarchie oder Bürgertum, sondern wiederum Diktatur, insofern Marx jede Form bürgerlicher Herrschaft als Diktatur denunzierte. Somit konnte er behaupten, dass die Diktatur des Proletariats viel demokratischer sei als jede parlamentarische Demokratie. Zur Verdeutlichung führten Engels und er nach 1871 auch das Beispiel der Pariser Kommune an. Herfried Münkler dagegen glaubt, dass Marx Formulierungen wie „Diktatur des Weltmarkts“ oder „Diktatur des Kapitals“ nicht wörtlich meinte, sondern darauf aufmerksam machen wollte, dass hinter dem Ideologem der vermeintlich blinden Sachzwänge stets das Handeln von Menschen steht.
Marx’ und Engels’ Vorstellungen einer Diktatur des Proletariats blieben vage: Wie die diktatorische Herrschaft einer ganzen Klasse konkret organisiert werden könne, ließen sie nach Ansicht des deutschamerikanischen Politikwissenschaftlers Carl Joachim Friedrich offen. Der deutsche Politikwissenschaftler Herfried Münkler interpretiert Marx’ verstreute Aussagen zur Diktatur des Proletariats als Vorstellung einer Selbsterziehung der Arbeiterklasse im Verlauf jahre- oder sogar jahrzehntelanger Kämpfe ähnlich Johann Gottlieb Fichtes Vorstellung des Zwingherrn, aber nicht als konkrete Herrschaftsausübung, wie sie Wladimir Iljitsch Lenin (1870–1924) verstand. Kurz vor der Oktoberrevolution 1917 definierte Lenin diese in Staat und Revolution als „eine mit niemand geteilte und sich unmittelbar auf die bewaffnete Gewalt der Massen stützende Macht. Der Sturz der Bourgeoisie ist nur zu verwirklichen durch die Erhebung des Proletariats zur herrschenden Klasse“. Um die „Vernichtung der Bourgeoisie“ zu bewerkstelligen, müsse „auch der Staat dieser Periode unvermeidlich auf neue Art demokratisch (für die Proletarier und überhaupt für die Besitzlosen) und auf neue Art diktatorisch (gegen die Bourgeoisie)“ sein. Seiner bolschewistischen Partei wies er dabei die Rolle einer „Avantgarde des Proletariats [zu], die fähig ist, die Macht zu ergreifen und das ganze Volk zum Sozialismus zu führen“.
Nachdem die Bolschewiki am 6. Januar 1918 die demokratisch gewählte Russische konstituierende Versammlung, in der sie nicht die Mehrheit hatten erringen können, gewaltsam aufgelöst hatten, wurde Lenins Konzept von deutschen Marxisten kritisiert. Die Vordenkerin des kommunistischen Spartakusbundes Rosa Luxemburg (1871–1919) erklärte Freiheit – „immer die Freiheit des Andersdenkenden“ – für jeden gesellschaftlichen Fortschritt für unerlässlich. Marx’ Diktatur des Proletariats sei nicht als konkrete Gewaltherrschaft gemeint, sondern als Kennzeichnung der sozialen Machtverhältnisse nach einer proletarischen Revolution: Sie müsse das Werk einer Klasse sein und „nicht einer kleinen führenden Minderheit im Namen der Klasse“. Wie eine Klasse aber konkret eine Diktatur ausüben könne, wurde auch bei ihr nicht deutlich. USPD-Parteitheoretiker Karl Kautsky (1854–1938) hielt die Diktatur des Proletariats durchaus für vereinbar mit einer parlamentarischen Demokratie. 1919 kritisierte er in seiner Schrift Terrorismus und Kommunismus. Ein Beitrag zur Naturgeschichte der Revolution:

„Die Erbsünde des Bolschewismus ist seine Verdrängung der Demokratie durch die Regierungsform der Diktatur, die einen Sinn nur hat als unumschränkte Gewaltherrschaft einer Person oder einer kleinen, fest zusammenhaltenden Organisation.“

Lenin und Leo Trotzki (1879–1940) wehrten sich gegen die Vorwürfe und warfen Kautsky Revisionismus vor. Lenin verkündete im Mai 1919, der Begriff Freiheit werde oft falsch verstanden und dem der Diktatur des Proletariats entgegengestellt. In Wahrheit aber sei in dieser die wahre Freiheit bereits enthalten. Freiheit und Diktatur des Proletariats als Gegensätze zu gebrauchen diene nur den Interessen der Kapitalistenklasse: „Freiheit, wenn sie sich nicht den Interessen der Befreiung der Arbeit vom Joch des Kapitals unterordnet, ist Betrug.“ Für Trotzki war der Begriff der Diktatur nicht negativ konnotiert. Er verwendete ihn synonym mit Macht und konnte insofern sogar von einer „Diktatur der (revolutionären) Demokratie“ sprechen, ein Begriff, den Lenin ablehnte. Am 27. März 1918 rechtfertigte Trotzki die Auflösung der Konstituierenden Versammlung damit, „dass es in diesem Moment entweder die Diktatur des Kapitals und des Grundeigentums oder die Diktatur der Arbeiterklasse und des ärmsten Bauerntums geben kann“.
Die Sowjetunion bekannte sich in ihrer Verfassung von 1924 zur Diktatur des Proletariats. Seit den 1930er Jahren verzichtete sie auf diesen Begriff zur Selbstbeschreibung. Im Rahmen der Volksfrontstrategie der Komintern gegen den Nationalsozialismus wurde der Begriff der Diktatur nun mit negativer Konnotation verwandt, etwa in Georgi Dimitroffs bekannter Faschismusdefinition aus dem Jahr 1935.

### Weimarer Republik und Zeit des Nationalsozialismus
In unmittelbarem Zusammenhang mit der Debatte zwischen Lenin, Trotzki und Kautsky entwarf der rechtsgerichtete deutsche Staatsrechtler Carl Schmitt (1888–1985) seine Diktatur-Lehre. Er ging dabei von zwei Varianten der römischen Diktatur aus: In der ursprünglichen Form bis 202 v. Chr. war das Amt befristet gewesen und hatte der Verteidigung der Republik gedient, während es in der Krise der Republik entfristet und zur Schaffung neuer verfassungsmäßiger Ordnungen genutzt wurde. Schmitt unterschied auf dieser Grundlage die „kommissarische Diktatur“, in der ein zu diesem Zweck beauftragter Diktator die bestehende Ordnung verteidigt, und die „souveräne Diktatur“, in der er eine neue Ordnung schuf:

„Die souveräne Diktatur sieht nun in der ganzen bestehenden Ordnung den Zustand, den sie durch ihre Aktion beseitigen will. Sie suspendiert nicht eine bestehende Verfassung kraft eines in dieser begründeten, also verfassungsmäßigen Rechtes, sondern sucht einen Zustand zu schaffen, um eine Verfassung zu ermöglichen, die sie als wahre Verfassung ansieht. Sie beruft sich also nicht auf eine bestehende, sondern auf eine herbeizuführende Verfassung.“

Die souveräne Diktatur unterliege dagegen keinen normativen Beschränkungen, müsse sich aber gleichwohl zu ihrer Rechtfertigung auf höhere Instanzen (Gott, das Volk, die Geschichte) berufen. Da auch sie nur einen Übergang bilden sollte, stellte Schmitt sie sich ebenfalls zeitlich begrenzt vor. Als Beispiele für souveräne Diktaturen nannte Schmitt zwei Parlamente: den französischen Nationalkonvent von 1793 und die Weimarer Nationalversammlung von 1919. Aus seinen späteren Schriften wird deutlich, dass er eine (identitätstheoretisch verstandene) Demokratie nicht als Gegensatz zur Diktatur ansah. In der Forschung ist vermutet worden, dass Schmitts Analyse Aufforderungscharakter hatte: Angesichts der Bedrohung der Weimarer Republik durch die Gefahr einer Diktatur des Proletariats, wie sie die KPD erzwingen wollte, habe Schmitt den Artikel 48, den Notstandsparagraphen der Weimarer Verfassung, für nicht ausreichend gehalten. Vielmehr habe er zu einer souveränen Diktatur fortschreiten wollen, um die Gefahr definitiv zu beseitigen.
Die republikfeindliche Rechte der Weimarer Republik griff trotz ihres entschiedenen Antikommunismus diesen Ansatz nicht auf. Obwohl auch sie letztlich eine „nationale Diktatur“ anstrebte, vermied sie zumeist den Begriff zur Zielbeschreibung. Diktatur wurde zumeist pejorativ verwendet und mit Liberalismus und Kapitalismus assoziiert, die man ja überwinden wollte. So schrieb etwa Ernst Jünger (1895–1998) 1932 in Der Arbeiter. Herrschaft und Gestalt von der „Diktatur des wirtschaftlichen Denkens an sich […] Denn innerhalb dieser Welt ist keine Bewegung vollziehbar, die nicht den trüben Schlamm der Interessen von neuem aufwühlen würde, und es gibt hier keine Position, von der aus der Durchbruch gelingen kann“. Bereits 1918 hatte der Geschichtsphilosoph Oswald Spengler (1880–1936) in seinem Hauptwerk Der Untergang des Abendlandes eine Zeit des „Caesarismus“ prognostiziert, der „die Diktatur des Geldes und ihrer politischen Waffe, der Demokratie“, brechen werde. Auch die Nationalsozialisten wendeten den Diktaturbegriff fast ausschließlich auf ihre Gegner an. Adolf Hitler (1889–1945) etwa schrieb 1924 in Mein Kampf mit Blick auf die Diktatur des Proletariats, die er im Sinne der Verschwörungstheorie vom jüdischen Bolschewismus für eine jüdische List hielt, „der Jude“ hätte vor, „die Völker diktatorisch mit brutaler Faust zu unterjochen.“ Goebbels’ Angriff schrieb am 16. April 1928, Demokratie sei „die Diktatur der Schieber. […] Wir wollen eine Diktatur, deren Regierungskunst vom Volk überwacht werden kann“. Hitler selbst nannte seine eigene Herrschaft nicht Diktatur, sondern Führertum. Den Begriff der Diktators lehnte er für sich ab, da er nicht im germanischen Staatsdenken wurzele. Noch am 7. März 1936 erklärte Hitler in einer Rede anlässlich des Einmarschs ins entmilitarisierte Rheinland, er habe sich „nie als Diktator meines Volkes, sondern stets nur als sein Führer und damit als sein Beauftragter gefühlt“. In der achten Auflage von Meyers Konversations-Lexikon hieß es 1937, Demokratie werde „nach der Begriffsbestimmung des Führers“ eingeteilt in die parlamentarische und die „germanische Demokratie. Die Gegenüberstellung von Demokratie und autoritärem Staat oder Diktatur ist eine liberale Verfälschung“.

### Deutungen des Nationalsozialismus: Doppelstaat, Polykratie, Totalitarismus
Das Staatswesen, das die Nationalsozialisten nach der Machtergreifung 1933 errichteten, wurde dagegen selbstverständlich als Diktatur angesehen. Seine kritische Analyse gab der Begriffsentwicklung wichtige Impulse. Der Politikwissenschaftler Ernst Fraenkel (1898–1975), der 1938 in die USA ausgewandert war, beschrieb das NS-Regime 1941 als „Doppelstaat“. Zwar ging er davon aus, dass es sich um eine Notstandsdiktatur handelte – „Die Verfassung des Dritten Reiches ist der Belagerungszustand. Die Verfassungsurkunde des Dritten Reiches ist die Notverordnung vom 28.2.1933“, lautete der erste Satz. Neben dem diktatorischen „Maßnahmenstaat“, zu dem er Gestapo, SS, Judenverfolgung und Terror rechnete, existiere aber ein „Normenstaat“ weiter, in dem Gesetze, Gerichtsentscheidungen und Verwaltungsakte weiterhin Gültigkeit besaßen. Gleichwohl bestehe die Tendenz der andauernden Ausweitung des „Maßnahmen-“ auf Kosten des „Normenstaats“. Mit diesem Modell, das sich auch auf andere Staatswesen wie die DDR und die Vereinigten Staaten im Krieg gegen den Terror anwenden lässt, hob Fraenkel die Dichotomie zwischen Diktatur und Rechtsstaat auf. Beide schlössen sich nicht aus, ein Regime kann gleichzeitig in einem Politikfeld rechtsstaatlich, in einem anderen diktatorisch agieren.
Der deutsch-amerikanische Politikwissenschaftler Franz Neumann (1900–1954), der in den 1920er Jahren Fraenkels Sozius in Berlin gewesen war, legte 1942/1944 mit Behemoth. Struktur und Praxis des Nationalsozialismus 1933–1944 eine weitere Differenzierung der NS-Diktatur vor. Er bestritt, dass die Nationalsozialisten einen „totalen Staat“ errichtet hätten: Es sei vielmehr ein „Unstaat“: Kein Leviathan, wie er in Anspielung auf Thomas Hobbes formulierte, sondern ein Behemoth. Das NS-Regime beruhe auf vier miteinander konkurrierenden Machtblöcken: der NSDAP, der Wehrmacht, der staatlichen Verwaltung und der Wirtschaft. Eine neue Ordnung im Sinne der souveränen Diktatur Schmitts sei nicht entstanden, das Regime sei vielmehr durch Strukturlosigkeit gekennzeichnet: Außer der charismatischen Gewalt Hitlers gebe es keine überwölbende Autorität. Dieser Ansatz wurde unter dem Stichwort Polykratie für die NS-Forschung seit den 1960er Jahren fruchtbar gemacht.
Gegen Ende des Zweiten Weltkrieges begann Neumann die Arbeit an einer eigenen Diktaturtheorie, die wegen seines Unfalltods 1954 fragmentarisch blieb. Diktatur definiert er darin als „Herrschaft einer Person oder einer Gruppe, die sich die Macht im Staat aneignet, sie monopolisiert und ohne Einschränkung ausübt“. Er unterschied drei Idealtypen: die „einfache Diktatur“, die lediglich die staatlichen Machtmittel wie Polizei und Militär unter ihr Kontrolle bringt, die „caesaristische“, die zusätzlich die Unterstützung der Öffentlichkeit anstrebt, und die „moderne totalitäre Diktatur“: Sie durchdringe die gesamte Gesellschaft und sei durch fünf Merkmale gekennzeichnet: die Ausbildung eines Polizeistaats, die Beseitigung der Gewaltenteilung und des Föderalismus, eine Staatspartei, die Verschmelzung von Staat und Gesellschaft und die Drohung terroristischer Gewalt gegen Oppositionelle.
Das Modell des Totalitarismus, das nicht nur die nationalsozialistische, sondern auch die stalinistische Diktatur begrifflich zu fassen suchte, war in den frühen Jahren des Kalten Krieges verbreitet. Die deutsch-amerikanische politische Theoretikerin Hannah Arendt (1906–1975) verzichtete in ihrem erstmals 1951 erschienenen Werk Elemente und Ursprünge totaler Herrschaft weitgehend auf den Begriff der Diktatur. 1956 legten die amerikanischen Politikwissenschaftler Carl Joachim Friedrich (1901–1984) und Zbigniew Brzeziński (1928–2017) ihr Werk über die totalitäre Diktatur vor, die sie als Autokratie auf der Grundlage von moderner Technik und Massenzustimmung definierten. An ihrem Anfang stehe stets revolutionäre Gewalt. Totalitäre Diktaturen seien gekennzeichnet durch eine Ideologie, eine Staatspartei, Terror, Monopole an Kommunikationsmitteln und Waffen sowie eine zentral gelenkte Wirtschaft. Das Werk war lange einflussreich, wurde aber später als zu statisch kritisiert, weil sich Liberalisierungstendenzen wie die Entstalinisierung nach 1956 damit nicht erklären ließen.
Der deutsch-amerikanische Politikwissenschaftler Sigmund Neumann (1904–1962) entwickelte 1942 das Modell der „modernen Diktatur“. Auch er verwendete den Begriff Totalitarismus, stützte sich aber auf eine empirische Analyse der drei Fallbeispiele Sowjetunion, faschistisches Italien und nationalsozialistisches Deutschland. Dieser neue Typus von Diktaturen sei nach dem Ersten Weltkrieg entstanden: Als „Revolutionen in Permanenz“ seien sie auf Dauer angelegt. Neumann identifizierte fünf Strukturmerkmale moderner Diktaturen („patterns of dictatorship“): Diese Regime versprächen ihren Bürgern erstens Stabilität, hielten sie aber in scheinbarem Gegensatz dazu zweitens durch permanenten Aktionismus in Atem. In pseudo-demokratischer Weise stützten sie sich drittens auf eine staatlich gelenkte Massenbewegung – eine Instrumentalisierung der totalen Mobilmachung, wie sie zuerst am Ende des Ersten Weltkriegs praktiziert wurde –, im Zusammenhang damit auf eine Psychologie des Krieges und fünftens auf ein striktes Führerprinzip.

## Der liberale Diktatur-Begriff der Gegenwart
Im liberalen Begriffsverständnis, das heute vorherrscht, ist Diktatur der Gegenbegriff zu Demokratie. Diktaturen sind stets gegen die liberale Staatsform gerichtet. Der österreichisch-britische Philosoph Karl Popper (1902–1994) unterschied in einem berühmt gewordenen Diktum lediglich zwei Staatsformen:

„Solche, in denen es möglich ist, die Regierung ohne Blutvergießen durch eine Abstimmung loszuwerden, und solche, in denen das nicht möglich ist. Darauf kommt es an, nicht aber darauf, wie man diese Staatsform benennt. Gewöhnlich nennt man die erste Form ‚Demokratie‘ und die zweite Form ‚Diktatur‘ oder ‚Tyrannei‘.“

Ernst Fraenkel sah die Unterschiede zwischen Demokratie und Diktatur in vier Aspekten: in der Legitimation der Herrschaftssysteme, in der Struktur der Gesellschaftssysteme, in der Organisation der Regierungssysteme und in der Geltung der Rechtssysteme. Sowohl Diktaturen als auch Demokratien legitimierten ihre Herrschaft durch eine Gemeinwohlorientierung, doch worin dieses Gemeinwohl bestehe, sei in der Diktatur vorgegeben, während es in der Demokratie dazu verschiedene Ansichten gebe. In Demokratien sei die Vielfalt und auch Gegensätzlichkeit der Auffassungen und Interessen willkommen, während Diktaturen eine gesellschaftliche Homogenität anstrebten. Dementsprechend sei das Regierungssystem in Demokratien pluralistisch, während es in Diktaturen monistisch sei. In Demokratien in ihrer Eigenschaft als Rechtsstaat seien die Regierungen an Grundrechte und Gerichtsentscheidungen gebunden, während sie sie in Diktaturen umgehen oder aufheben könnten.
Der Politikwissenschaftler Rainer-Olaf Schultze sieht Diktaturen durch drei Strukturmerkmale gekennzeichnet: a) die Monopolisierung der gesamten Staatsgewalt in den Händen einer Person oder Gruppe; b) das Fehlen einer legalen Opposition und die (völlige oder weitgehende) Aufhebung von Pluralismus und Pressefreiheit; c) die Ersetzung des Rechtsstaats durch einen Polizeistaat. Im Einzelnen bedeutet dies das Fehlen jeglicher Gewaltenteilung und föderativer Machtdiffusion. Der Grundrechteschutz des einzelnen Bürgers fehlt. Der Diktator kontrolliert neben der Gesetzgebung insbesondere auch die traditionellen staatlichen Zwangsmittel der Exekutive selbst: Militär, Justiz, Polizei und staatliche Behörden. Besonders das Militär wird nicht vom Parlament kontrolliert, sondern vom Diktator, und kann nicht nur zur Landesverteidigung eingesetzt werden, sondern auch im Inneren gegen die Opposition. Die Justiz kann nicht mehr unabhängig urteilen, sondern folgt diktatorischer Gesetzgebung oder direkten Weisungen. Diese Zwangsmittel reichen oft nicht zum Machterhalt aus, daher müssen weitere Bereiche der Gesellschaft kontrolliert werden. Die Diktatur unterwirft sich dann auch die wirtschaftlichen Einrichtungen, das Erziehungswesen, Presse und Medien sowie die Kommunikationsmittel wie Nachrichtenverkehr und Datenverkehr (zu Merkmalen, die in totalitären Diktaturen hinzukommen, siehe Abschnitt Weimarer Republik und Zeit des Nationalsozialismus).
Seit den 1990er Jahren wird für Diktaturen in der Demokratieforschung vermehrt das Wort „Autokratie“ verwandt. Als gemeinsames Merkmal aller Autokratien wird das Fehlen freier und fairer Wahlen genannt. Im Vergleich zu Demokratien entzieht sich die an der Spitze eines autokratischen Staates stehende kleine Gruppe von Personen damit dem politischen Wettbewerb, die Zahl der Forderungen und Anregungen des Volkes, die es zu berücksichtigen gilt, wird dadurch für sie reduziert. Ansonsten unterschieden sich Autokratien aber stark voneinander. Dieter Nohlen nennt in Anknüpfung an Karl Loewenstein als definierendes Merkmal der Autokratie, dass nur ein Machtträger vorhanden sei, dies könne bspw. eine Partei, eine Gruppe oder Junta oder auch eine Einzelperson als Diktator sein.

## Typologie
| Vollständige Demokratien:9,01–108,01–9 | Unvollständige Demokratien:7,01–86,01–7 | Hybridregime (Mischformen):5,01–64,01–5 | Autoritäre Regime und Diktaturen:3,01–42,01–30–2 |
| Keine Daten                            |                                         |                                         |                                                  |

Demokratieindex des Economist von 2020:

Es wurden mehrere verschiedene Modelle vorgeschlagen, wie man die verschiedenen diktatorischen Regime klassifizieren könnte. Carl Schmitt trennte zwischen kommissarischen und souveränen Diktaturen nach dem Kriterium, ob die Diktatur im Auftrag der bestehenden Ordnung diese zu schützen oder ob sie sie zu überwinden hat (siehe Abschnitt Weimarer Republik und Zeit des Nationalsozialismus).
Franz Neumanns Unterscheidung zwischen einfacher, caesaristischer und totalitärer Diktatur nutzt als Unterscheidungskriterium dagegen den Grad, in dem die Diktatur eine Gesellschaft durchdringt und das Leben der ihr Unterworfenen nach ihren Interessen ausrichtet (siehe Abschnitt Deutungen des Nationalsozialismus: Doppelstaat, Polykratie, Totalitarismus).
Carl Joachim Friedrich legt als Kriterium zusätzlich die Verfassungsmäßigkeit einer Diktatur an: Die konstitutionelle Diktatur sei durch vier Merkmale gekennzeichnet: durch die Einsetzung des Diktators in einem in der Verfassung geregelten Verfahren, durch eine vorangehende Erklärung des Notstands durch eine dafür zuständige Instanz, durch eine Befristung der Diktatur und schließlich durch ihren alleinigen Zweck, nämlich den Schutz oder die Wiederherstellung der vor Einsetzen der Diktatur bestehenden Ordnung. Bei den nicht-konstitutionellen Diktaturen, auf die diese Merkmale nicht zutreffen, unterscheidet er zwischen funktionalen und totalitären Diktaturen. Zu den funktionalen Diktaturen rechnet er unter anderem die Militärdiktaturen, die sich in Entwicklungsländern angesichts eines nicht funktionierenden Parlamentarismus oder einer Bedrohung durch minoritäre revolutionäre Bewegungen gebildet hätten. Sie legitimierten sich durch ökonomischen Erfolg, namentlich durch die Erhöhung des Lebensstandards (Entwicklungsdiktatur); auch sie seien nur temporärer Natur. Totalitäre Diktaturen wie der italienische Faschismus, der Nationalsozialismus und in der Sowjetunion dagegen legitimierten sich durch eine Ideologie, die die Umgestaltung der gesamten Gesellschaft, einschließlich der Einrichtung einer Planwirtschaft zum Ziel habe, und stützten sich auf eine Massenbewegung. Übergänge von konstitutionellen zu nicht-konstitutionellen Diktaturen seien möglich, insbesondere in Entwicklungsländern, in denen sich in Bevölkerung, Bürokratie und Armee noch kein Bewusstsein von der Wichtigkeit demokratisch-konstitutioneller Verfahrensweisen („constititional morality“) ausgebildet habe.
Auch der spanisch-amerikanische Politikwissenschaftler Juan Linz (1926–2013) unterscheidet, je nach Beherrschungsgrad, autoritäre und totalitäre Diktaturen. Für letztere sei ein Monismus typisch, das heißt, sie duldeten keinerlei abweichende Ideologien, sowie eine Massenmobilisierung. In autoritären Diktaturen dagegen, wie sie sich vor allem unter Entwicklungsländern finden, gebe es durchaus einen, wenngleich begrenzten, gesellschaftlichen Pluralismus, zudem fehle eine elaborierte leitende Ideologie, die Mobilisierung der Massen beschränke sich auf einige Momente, und die Macht werde von einem einzelnen oder einer kleinen Gruppe „innerhalb formal kaum definierter, aber tatsächlich recht vorhersagbarer Grenzen“ ausgeübt. Als Beispiel führt er hier das spanische Franco-Regime der 1930er bis 1970er Jahre an. Von der älteren Totalitarismusforschung unterscheidet sich Linz dadurch, dass er von (der real kaum zu findenden) Vorstellung eines monolithischen Staatsaufbaus abwich und dass er den Terror nicht mehr zum notwendigen Merkmal totalitärer Regime rechnete.
Der Historiker Ernst Nolte (1923–2016) schlägt eine Typologie der Diktatur-Begriffe vor, die sich seit den 1930er Jahren gegenüberstehen. Darin unterscheidet er einen liberalen, einen kommunistischen und einen faschistisch-nationalsozialistischen Diktatur-Begriff. Der liberale verstehe Diktatur stets negativ als antiparlamentarische und unbeschränkte Machtausübung eines einzelnen oder einer Gruppe. Der kommunistische betone die positive, demokratische Komponente der Diktatur des Proletariats. Der faschistisch-nationalsozialistische sei ebenfalls positiv und beschreibe die Herrschaft Benito Mussolinis bzw. Hitlers der „Führerdemokratie“.
Die amerikanische Politikwissenschaftlerin Barbara Geddes klassifiziert Diktaturen danach, wer tatsächlich Träger der Herrschaft ist. So unterscheidet sie Parteidiktaturen, Militärdiktaturen und personalistische Diktaturen. Diese empirisch sehr leicht handbare Typologie wird kritisiert, weil sie sehr unterschiedliche Diktaturformen wie zum Beispiel die des Partido Revolucionario Institucional in Mexiko und der NSDAP in Deutschland in ein und derselben Kategorie zusammenfasst, die somit sehr unscharf sei. An Geddes knüpfen die Politikwissenschaftler Thomas Bernauer, Detlef Jahn et al. an, nach denen sich Autokratien einerseits nach den herrschenden Personen (Monarchien, Militärregime, Zivilregime) und andererseits qualitativ nach dem Ausmaß der Personalisierung der Herrschaft und der Freiheitseinschränkung der Bürger klassifizieren lassen.
Der Politikwissenschaftler Armin Pfahl-Traughber schlägt für Diktaturen des 20. Jahrhunderts eine Typologie nach der Ideologie vor, mit der die Herrschaft jeweils legitimiert wird. In diesem Sinne unterscheidet er kommunistische, faschistische, nationalistische, monarchische und theokratische Diktaturen.
Nach Horst Möller lassen sich Diktaturen danach unterscheiden, wie sie entstanden: Dies kann auf verfassungsmäßigem Weg, plebiszitär, scheinlegal oder durch Staatsstreich geschehen. Verfassungsgemäße Diktaturen sind kurz und werden durch einen Notstand begründet. Aufgrund des Gefährdungspotenzials dieser Begründung löste zum Beispiel die Einführung der Notstandsgesetze in der Bundesrepublik 1968 heftige Massenproteste aus. Nichtverfassungsmäßige Diktaturen dagegen sind laut Möller langlebiger: Sie enden zumeist erst mit dem Tod des Diktators oder dem Sturz des Regimes. Die Opposition wird gewaltsam unterdrückt, die plebiszitäre Legitimierung erfolgt durch individuelle oder kollektive Repression bzw. ideologische Gleichschaltung und ist daher nur eine Akklamation mit Abstimmungsergebnissen von annähernd 100 %, die über die realen Mehrheitsverhältnisse nichts aussagen.

## Historische Beispiele

### Die römische Diktatur
Das Wort „Diktatur“ kommt aus dem Lateinischen. Im antiken Rom war der dictator vor Sulla ein nur in höchster Not und kurzzeitig (ein halbes oder später ein ganzes Jahr) besetztes Amt an Stelle der sonst üblichen Doppelherrschaft der beiden Konsuln. Der Auftrag des Diktators und sein Aktionsbereich waren fest umrissen. Berühmt war in der Zeit der Bedrohung der römischen Republik durch den Karthager Hannibal der von den Römern eingesetzte Diktator Quintus Fabius Maximus, der als Cunctator („Zauderer“) in die Geschichte einging.
Ein römischer Diktator wurde von einem der Konsuln im Auftrag des Senats für einen Zeitraum von nicht mehr als sechs Monaten ernannt, in der Frühzeit, um das Land gegen einen Feind zu verteidigen, später um innere Unruhen zu bekämpfen. Er durfte weder die Verfassung ändern noch Kriege erklären und auch keine neuen Steuern für römische Bürger erheben. Innerhalb dieser Grenzen konzentrierte sich die Macht des römischen Volkes, die sonst an mehrere Institutionen delegiert war, in seinen Händen. Die Konsuln wurden zu Untergebenen des Diktators, Befugnisse der Volkstribunen wurden außer Kraft gesetzt, ebenso das Berufungsrecht der römischen Bürger vor Strafgerichten. Der Diktator konnte für Taten während seiner Amtszeit selbst nicht belangt werden. Eine vergleichbare „sakrosankte“ (lat. sacrosanctus, „unantastbar“) Stellung besaßen sonst nur die Volkstribunen als besonders geschützte Volksvertreter.
Die römische Diktatur kann mit modernen diktatorischen Regimen kaum gleichgesetzt werden. Als institutionalisierte Form der Krisenregierung für einen Notstand des Staates beseitigte sie für gewisse Zeit die Hemmnisse der Kollegialverfassung von Magistrat und Konsulat, die die Kriegsführung und Wiederherstellung der inneren Ordnung in Krisensituationen erschwerten. So wurden allenfalls zuletzt 1794 in Anlehnung daran die polnischen Militärs Tadeusz Kościuszko und Tomasz Wawrzecki für eine begrenzte Zeit von nur wenigen Monaten und vor dem Hintergrund der Teilungen Polens von der Nationalversammlung zu Diktatoren nach römischem Recht ernannt. Von einer Diktatur im heutigen Wortsinn unterscheidet die römische Diktatur jedoch, dass es sich um eine legitime Institution handelte, die in ihrer Machtfülle und Dauer eingeschränkt war. Als ideologische Begründung für die angebliche Notwendigkeit einer Notstandsdiktatur im Sinne einer autokratischen Alleinherrschaft mit Außerkraftsetzung von Grundrechten durch Notstandsgesetze in schwierigen politischen Situationen wird das römische Beispiel aber bisweilen auch heute noch angeführt. In der Spätzeit der Republik geriet die römische Diktatur immer stärker in Gefahr, für despotische Ziele einzelner politischer Akteure missbraucht zu werden, was sich besonders seit dem Dritten Punischen Krieg in der Krise der Republik unter Sulla zeigte, bis es schließlich Cäsar gelang, im Februar des Jahres 44 v. Chr. seine lebenslange Diktatur durchzusetzen, woraufhin er am 15. März desselben Jahres von Verschwörern erstochen wurde.

### Notstandsregelungen in deutschen Verfassungen von 1871 bis 1933/1945
- Deutsches Kaiserreich von 1871: § 10 des Reichsgesetzes vom 30. Dezember 1871 wurde in Anlehnung an die römische Institution der Diktatur als „Diktaturparagraph“ bezeichnet. Es handelte sich um ein Notstandsgesetz für das Reichsland Elsaß-Lothringen, das nach dem Krieg gegen Frankreich dem Deutschen Reich eingegliedert worden war. Bei Gefahr für die öffentliche Sicherheit erhielt die Exekutive fast unbeschränkte Machtbefugnis und konnte dazu auch Truppen im Inneren einsetzen. Das Gesetz basierte auf dem französischen Gesetz vom 9. August 1849 über den Belagerungszustand (auf dem auch die Commission de Triage ab 1918 basierten) und endete mit dem Reichsgesetz vom 18. Juni 1902. Die Ausweisungen von Sozialdemokraten aus ihren Wohnorten während des Sozialistengesetzes 1878–1890 erfolgten auf Grundlage des Kleinen Belagerungszustands.

- Weimarer Republik von 1919: Auch Art. 48 der Weimarer Verfassung wurde als „Diktaturartikel“ bezeichnet. Er bot dem Reichskanzler der Republik die Möglichkeit, mit Hilfe von Notverordnungen des Reichspräsidenten zu regieren, um z. B. öffentliche Unruhen im Reich zu bekämpfen oder gegen Länder des Reiches vorzugehen, die dieses unterließen. Reichspräsident Friedrich Ebert, zusammen mit Reichskanzler Gustav Stresemann, nutzte ihn 1923/24 mehrfach gegen Sachsen und Thüringen.

- NS-Staat: Reichspräsident Paul von Hindenburg ermöglichte Adolf Hitler mit der Verordnung des Reichspräsidenten zum Schutz von Volk und Staat („Reichstagsbrandverordnung“) vom 28. Februar 1933, die individuellen Grundrechte der Staatsangehörigen wie z. B. Versammlungsfreiheit, Pressefreiheit, Briefgeheimnis unbefristet („bis auf weiteres“) zu beseitigen und im Ergebnis die Errichtung einer „Konsensdiktatur“. Diese Verordnung wurde von den Nationalsozialisten niemals aufgehoben und bildete bis zum Zusammenbruch des Deutschen Reiches am 8. Mai 1945 eine Grundlage der zwölfjährigen Diktatur Hitlers (1933–1945). Mit dem darauffolgenden Ermächtigungsgesetz vom 24. März 1933 nahm sich der Reichstag selbst die verfassungsgemäße Möglichkeit, die Maßnahmen aufzuheben.[72]

### Notstandsdiktaturen in Kriegszeiten
Während des Ersten Weltkriegs bildete sich in allen am Krieg beteiligten Verfassungsstaaten Diktaturen oder diktaturähnliche Regierungsformen aus. Im Deutschen Kaiserreich verlor Kaiser Wilhelm II., obwohl eigentlich „oberster Kriegsherr des deutschen Volkes“, erheblich an Gestaltungsmöglichkeiten und unterwarf sich spätestens 1917 der „stillen Diktatur“ der Obersten Heeresleitung. Auch in Frankreich, Großbritannien und den USA wurden die Regierungschefs bzw. Präsidenten mit diktatorischen Vollmachten ausgestattet: Die Kompetenzen anderer Verfassungsorgane wurden für die Dauer des Krieges eingeschränkt, Grund- und Bürgerrechte zeitweilig suspendiert. Ähnliches geschah während des Zweiten Weltkriegs.

### Die Zwischenkriegszeit
In der Zwischenkriegszeit bildeten sich in der Mehrzahl der Staaten Europas Diktaturen. Neben den ideologischen Autokratien in Sowjetrussland, im faschistischen Italien und dem nationalsozialistischen Deutschen Reich entstanden in Süd- und Ostmitteleuropa überall autoritäre Regime, was seine Ursache oft in ungelösten Grenzproblemen und dem damit einhergehenden Nationalismus hatte. Zu nennen wäre hier das Sanacja-Regime in Polen, der Estado Novo in Portugal und der Franquismus in Spanien. Obwohl die beiden Letztgenannten erst 1974 bzw. 1975 endeten und sich die Staaten Ostmitteleuropas erst 1989/1990 demokratisierten, lassen sich die Jahre 1918–1945 als „Epoche der Diktatur“ beschreiben.

### Kommunistische Parteidiktaturen im Ostblock
Die nach 1945 entstandenen realsozialistischen Regime des Ostblocks waren Parteidiktaturen der jeweiligen kommunistischen Partei, auch wenn es durchaus andere, die so genannten Blockparteien gab, die sich aber ihrem Führungsanspruch unterwarfen. Insofern handelte es sich dabei um einen Pseudopluralismus. Die Ostblockstaaten mieden den Begriff Diktatur des Proletariats und bezeichneten sich propagandistisch lieber als Volksdemokratien. Diese Diktaturen bauten im Lauf der 1960er und 1970er Jahre ihren Repressionsapparat ab und stellten den Wohlstand ihrer Bevölkerung in den Fokus, weshalb sie als „Gulaschkommunismus“, als Fürsorgediktatur oder als „partizipatorische Diktatur“ beschrieben werden. Diese Bezeichnungen sind aber umstritten. Nachdem die Sowjetunion auf die Breschnew-Doktrin verzichtet hatte, also auf das Recht, zwecks Regimeerhalt in den Staaten des Warschauer Pakts zu intervenieren, kollabierten diese Regime im Laufe des Jahres 1989/90.

### Militärdiktaturen in Lateinamerika

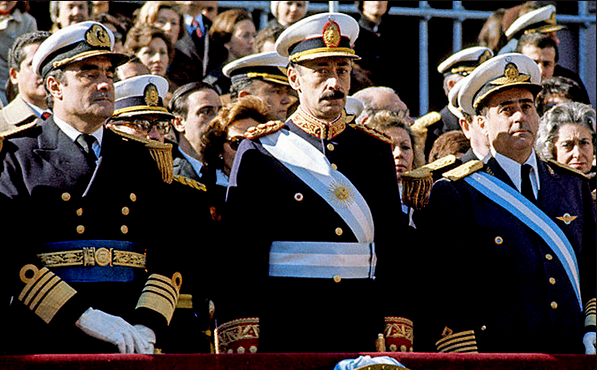
Mitglieder der argentinischen Militärjunta um General Jorge Rafael Videla (Mitte) 1978

Eine hohe Dichte von Militärdiktaturen, die zumeist durch einen Putsch an die Macht gekommen waren, gab es im Lateinamerika. Im 19. und der ersten Hälfte des 20. Jahrhunderts herrschte der Caudillismo vor, Diktaturen einzelner Personen mit geringem Institutionalisierungsgrad, die sich ihre Anhängerschaft durch Klientelismus sicherten. Die erste derartige Diktatur errichtete 1828 Simón Bolívar, als ihm die Konflikte mit dem Parlament Großkolumbiens zu lästig wurden, das er selbst 1810/1819 in die Unabhängigkeit geführt hatte. Eigene Parteien zur Machtsicherung gründeten die südamerikanischen Diktatoren nicht. Nach dem Erfolg der Kubanischen Revolution 1959 kam es zu einer regelrechten Welle von Militärputschen, deren Protagonisten sich als Retter gegen die angebliche kommunistische Bedrohung verstanden. 1979 regierten in acht von zehn Staaten Südamerikas Militärs, oft nicht als Diktatur einzelner, sondern einer Junta. Beispiele hierfür sind Argentinien (1966–1972, 1976–1982), Chile (1973–1988) und Peru (1968–1979). Diese Regime wurden von den USA gestützt. Sie herrschten laut dem argentinischen Politikwissenschaftler Guillermo O’Donnell „bürokratisch-autoritär“. Die Militärs stützten sich nicht auf Parteien, sondern kooperierten mit den technokratischen Eliten im Land, um politische Blockaden zu brechen, marktwirtschaftliche Reformen durchzusetzen und westliches Kapital anzuziehen. Mit dem Abflauen des Kalten Krieges gab es keinen Grund mehr für eine Militarisierung der Innenpolitik und die Diktatoren traten ab – wie der Politikwissenschaftler Jürgen Hartmann schreibt, „meist eher unfreiwillig und stets dank eigener Inkompetenz“. Die mancherorts fortbestehenden militärisch-polizeilichen Sondervollmachten werden seitdem mit dem wiederum von den USA inspirierten Kampf gegen die Drogen gerechtfertigt.

## Das Diktatoren-Dilemma
Der kanadische Wirtschaftswissenschaftler Ron Wintrobe sieht ausgehend von der Theorie der rationalen Entscheidung alle Diktatoren vor ein Dilemma gestellt: Sie stützen ihre Herrschaft auf Repression, doch eben dadurch hindern sie ihre Untertanen daran, ihre Meinung zu sagen. Deren Furcht vor Repression geht mit der Furcht des Diktators einher, der nie sicher wissen kann, ob die ihm entgegengebrachte Loyalität ehrlich ist. Deshalb sind Diktatoren immer tendenziell paranoid. Erstmals wurde dieses Dilemma von dem griechischen Philosophen Xenophon (ca. 425–354 v. Chr.) in seinem Dialog Hieron formuliert. Darin lässt er den Tyrannen Hieron I. von Syrakus sagen:

„Wir wissen nämlich, dass die, die (nur) aus Furcht nachgeben, sich soweit als möglich dem Verhalten derer anpassen, die aus Zuneigung gefällig sind. Und so werden von niemandem mehr Anschläge auf das Leben der Tyrannen verübt als von denen, die vorschützen, sie am meisten zu lieben.“

Deshalb regieren Diktatoren nie allein mit Repression, sondern setzen immer auch auf ein gewisses Maß an politischem Austausch, um den Willen der Untertanen zu erfahren und gegebenenfalls zu erfüllen. Um die Loyalität zumindest von der Bevölkerungsgruppe, die mächtig genug wäre, ihn zu stürzen (etwa dem Militär) zu erkaufen, muss ein Diktator Teile des Bruttoinlandsprodukts an sie umverteilen. Auf dieser Grundlage entwickelt Wintrobe eine Typologie von Diktatoren: Der totalitäre Diktator wendet sehr viel Repression auf und kann auf breite Loyalität seiner Untertanen zählen. Der wohlmeinende Timokrat erreicht dies auch ohne viel Repression. Der Tyrann stützt sich hauptsächlich auf Repression, ihm wird kaum Loyalität entgegengebracht. Der hauptsächlich auf die eigene Bereicherung orientierte englisch tinpot dictator (so viel wie „Westentaschendiktator“), wie man ihn empirisch in vielen Staaten der Dritten Welt antrifft, minimiert nach Möglichkeit die Kosten sowohl für Repression als auch für Loyalitätsgewinn.

## Unterscheidung zu anderen Formen der Herrschaft
In historischer Perspektive gilt nicht jede Herrschaftsform ohne freie Wahlen als Diktatur. In der Monarchie kann der Zugang zur Herrschaft durch Erbschaft oder Wahl (beispielsweise bei der Wahl des römisch-deutschen Kaisers durch die Kurfürsten) geregelt sein. Wenn dieser Herrschaftsanspruch allgemein als legitim anerkannt ist, wird nicht von einer Diktatur gesprochen. Auch die absolute Monarchie wird nicht als Diktatur verstanden. Nach dem französischen Politikwissenschaftler Maurice Duverger besteht der Unterschied zur Diktatur darin, dass ein Monarch seine Herrschaft durch Erbschaft erlangt, ein Diktator aber durch Gewalt. Der deutsch-amerikanische Historiker George W. F. Hallgarten sieht den Unterschied darin, dass sich eine Monarchie, „selbst wo sie verbrecherische Formen annimmt“, auf das Recht der Tradition stützen könne, während Diktaturen immer in Revolutionen, in Aufständen und Umbrüchen wurzelten, weshalb in ihnen die Erringung und die Bewahrung der Macht typischerweise eine besondere Kraftanstrengung erforderten. Es kommen aber auch Königsdiktaturen vor, in denen ein konstitutioneller Monarch die Beschränkungen, die ihm seine Verfassung auferlegt, durchbricht und autokratisch herrscht. Der Politikwissenschaftler Armin Pfahl-Traughber nennt als Beispiele für „monarchische Diktaturen“ die Herrschaft der Pahlavi-Dynastie im Iran, die der Dynastie der Saud in Saudi-Arabien und die des marokkanischen Königshauses.
Juan Linz unterscheidet neben autoritären und totalitären Regimen auch noch traditionelle politische Systeme, wie sie sich vor allem in der Dritten Welt finden. Hier mischen sich vormoderne patrimoniale oder feudale Traditionen mit modernen Formen bürokratischer Herrschaft. Als Beispiele nennt er dafür unter anderem die Monarchien in Marokko, auf der arabischen Halbinsel, in Thailand und bis in die 1970er Jahre im Iran und in Äthiopien. Auch den Caudillismo, die auf persönlichen Klientelbeziehungen beruhenden Diktaturen Lateinamerikas des 18. und 19. Jahrhunderts, rechnet Linz zu diesem Typus. Regime, in denen sich eine persönliche Herrschaft weder auf Tradition noch auf eine Ideologie gründet, sondern einzig auf Belohnungen für die Personen der näheren Umgebung des Herrschers und auf der Furcht vor dessen Willkür und Rache, nennt Linz „sultanistisch“. Beispiele seien die Regime Rafael Trujillos in der Dominikanischen Republik (1930–1961) und „Papa Doc“ Duvaliers auf Haiti (1957–1971).

In neueren Überlegungen werden zusätzlich sogenannte hybride Systeme, Hybridregime oder Grauzonenregime unterschieden, die als Zwischenformen zwischen (formell existierender) Demokratie und (faktischer) autokratischer Diktatur eingestuft werden. Dazu gehören unter anderem die Konzepte der defekten Demokratie (Wolfgang Merkel), der illiberalen Demokratie (Fareed Zakaria), der delegativen Demokratie (Guillermo O’Donnell), des kompetitiven Autoritarismus (Steven Levitsky/Lucan A. Way), des elektoralen Autoritarismus (Andreas Schedler) oder der hybriden Regime (Friedbert W. Rüb).
In sogenannten failed states (gescheiterten Staaten) können nichtstaatliche Akteure an die Stelle staatlicher Institutionen treten und eine neue, eigene Ordnung etablieren (z. B. Mafia, Warlords oder INGOs).

## Begriffsverwendung in der Gegenwart
Der Begriff Diktatur wird im aktuellen wissenschaftlichen Diskurs vor allem im Zusammenhang mit dem Diktaturvergleich verwendet, der Gemeinsamkeiten und Unterschiede zwischen dem NS-Regime und der DDR herausarbeitet. Für die Analyse gegenwärtiger Regime spielt er kaum noch eine Rolle. Bereits 1966 fragte Carl Joachim Friedrich, ob er „nicht schlechthin fragwürdig geworden“ sei, da Diktatur ja nie als Selbstbezeichnung diene, sondern immer nur zur Kennzeichnung des „schlechthin Bösen“. Die aus der Rechts- und Verfassungsordnung nicht wegzudenkenden nomothetischen Leistungen von (im schmittschen Sinne: souveränen) Diktaturen gerieten aus dem Blick. 1972 kritisierte Ernst Nolte die mangelnde Trennschärfe des Begriffs, der für alles herangezogen würde, was dem Muster einer parlamentarischen Demokratie nicht entspreche:

„Das Mißliche dieser Situation liegt vor allem darin, daß dasjenige, das weltgeschichtlich weit eher die Regel als die Ausnahme ist, mit einem Terminus bezeichnet wird, der seit seinen römischen Anfängen die Bedeutung des Ausnahmezustandes […] nie völlig hat ablegen können.“

Der Politikwissenschaftler Wolfgang Merkel erklärte aus ähnlichen Gründen, der Begriff der Autokratie sei zwar umfassender, aber präziser definiert als der der Diktatur und diesem daher „in einer systematischen Herrschaftstypologie vorzuziehen“. Auch der Politikwissenschaftler Uwe Backes verwendet als Antonym zu Demokratie und Verfassungsstaat den Begriff der Autokratie. Den in der älteren Forschung verbreiteteren Terminus Diktatur benutzt er nur noch in seiner ursprünglichen Bedeutung, nämlich im Sinne von „befristete Ausnahmegewalt im Rahmen verfassungsstaatlicher Institutionen“.
Jedoch gibt es in der Regimeforschung keine einheitliche Begriffsverwendung, Begriffe wie Autokratie, Diktatur, autoritäres Regime, Nichtdemokratie werden auch synonym verwendet.